# Sommet des leaders nord-américains
Le Sommet des leaders nord-américains (en anglais North American Leaders' Summit ; en espagnol Cumbre de Líderes de América del Norte), souvent surnommé Sommet des trois amigos par la presse, est le sommet trilatéral entre le premier ministre du Canada, le président du Mexique et le président des États-Unis. Les sommets ont été initialement organisés dans le cadre du Partenariat pour la sécurité et la prospérité de l'Amérique du Nord (PSP), un dialogue à l'échelle du continent entre les trois pays établi en 2005 qui s'est poursuivi après que le PSP est devenu inactif en 2009,.  
Le dernier sommet des dirigeants nord-américains a été organisé par le président mexicain Andrés Manuel López Obrador le 10 janvier 2023 à Mexico.

## Réunions
Jusqu’en 2009, les sommets se déroulaient dans le cadre plus large du Partenariat nord-américain pour la sécurité et la prospérité. Il n’y a pas de dates fixes pour les sommets. Certaines années, aucun sommet n’a lieu pour diverses raisons. En 2011, le sommet a été reporté par respect du deuil du gouvernement mexicain après le décès du ministre mexicain de l'Intérieur Francisco Blake Mora. En 2015, le premier ministre du Canada Stephen Harper annule le sommet en guise de déclaration politique pour protester contre la pression du président américain Barack Obama contre l'oléoduc Keystone XL,.  
Durant la première présidence de Donald Trump de 2017 à 2021, aucun sommet officiel n’a eu lieu. Les dirigeants des trois pays ont continué à se rencontrer lors d’autres événements, comme la signature de l’accord États-Unis-Mexique-Canada lors du sommet du G20 de Buenos Aires en 2018.
Sous la deuxième présidence de Donald Trump depuis 2025, aucun sommet officiel n'a eu lieu. Les dirigeants des trois pays sont impliqués dans la guerre commerciale de 2025 entre les États-Unis, le Canada et le Mexique.
| Année | Lieu                           | Dates        | Leader hôte                 | Leaders invités                            |
| ----- | ------------------------------ | ------------ | --------------------------- | ------------------------------------------ |
| 2005  | Waco, Texas                    | 23 mars      | George W. Bush              | Vicente Fox Paul Martin                    |
| 2006  | Cancún, Quintana Roo           | 31 mars      | Vicente Fox                 | George W. Bush Stephen Harper              |
| 2007  | Montebello, Québec             | 20–21 août   | Stephen Harper              | George W. Bush Felipe Calderón             |
| 2008  | La Nouvelle-Orléans, Louisiane | 21–22 avril  | George W. Bush              | Felipe Calderón Stephen Harper             |
| 2009  | Guadalajara, Jalisco           | 8–11 août    | Felipe Calderón             | Stephen Harper Barack Obama                |
| 2010  | Wakefield, Québec              | Annulé,      | Stephen Harper              | Felipe Calderón Barack Obama               |
| 2011  | Honolulu, Hawaï                | Annulé,      | Barack Obama                | Felipe Calderón Stephen Harper             |
| 2012  | Washington, D.C.               | 2 avril      | Barack Obama                | Felipe Calderón Stephen Harper             |
| 2013  | Aucun sommet                   | Aucun sommet | Aucun sommet                | Aucun sommet                               |
| 2014  | Toluca, État de Mexico         | 19 frévrier  | Enrique Peña Nieto          | Stephen Harper Barack Obama                |
| 2015  | Drapeau du Canada              | Annulé,      | Stephen Harper              | Barack Obama Enrique Peña Nieto            |
| 2016  | Ottawa, Ontario                | 29 juin      | Justin Trudeau              | Barack Obama Enrique Peña Nieto            |
| 2017  | Aucun sommet                   | Aucun sommet | Aucun sommet                | Aucun sommet                               |
| 2018  | Aucun sommet                   | Aucun sommet | Aucun sommet                | Aucun sommet                               |
| 2019  | Aucun sommet                   | Aucun sommet | Aucun sommet                | Aucun sommet                               |
| 2020  | Aucun sommet                   | Aucun sommet | Aucun sommet                | Aucun sommet                               |
| 2021  | Washington, D.C.               | 18 novembre  | Joe Biden                   | Justin Trudeau Andrés Manuel López Obrador |
| 2022  | Aucun sommet                   | Aucun sommet | Aucun sommet                | Aucun sommet                               |
| 2023  | Mexico                         | 10 janvier   | Andrés Manuel López Obrador | Justin Trudeau Joe Biden                   |
| 2024  | Aucun sommet                   | Aucun sommet | Aucun sommet                | Aucun sommet                               |

## Galerie de photos

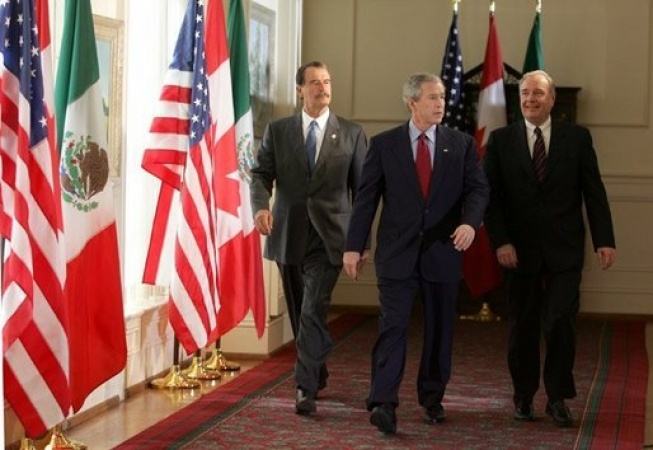
1er Sommet des leaders d’Amérique (2005).
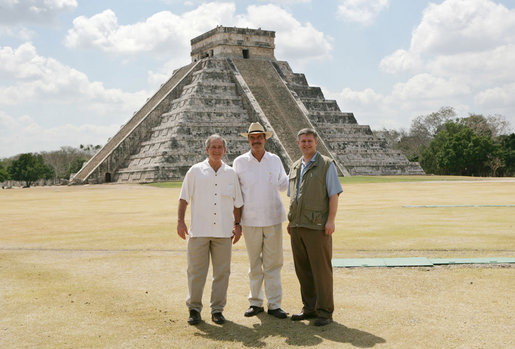
2e Sommet des leaders d'Amérique (2006).
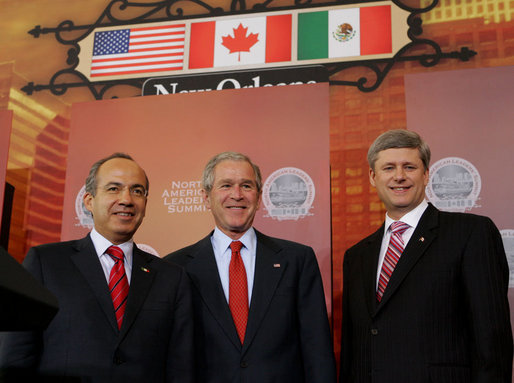
4e Sommet des leaders d'Amérique (2008).
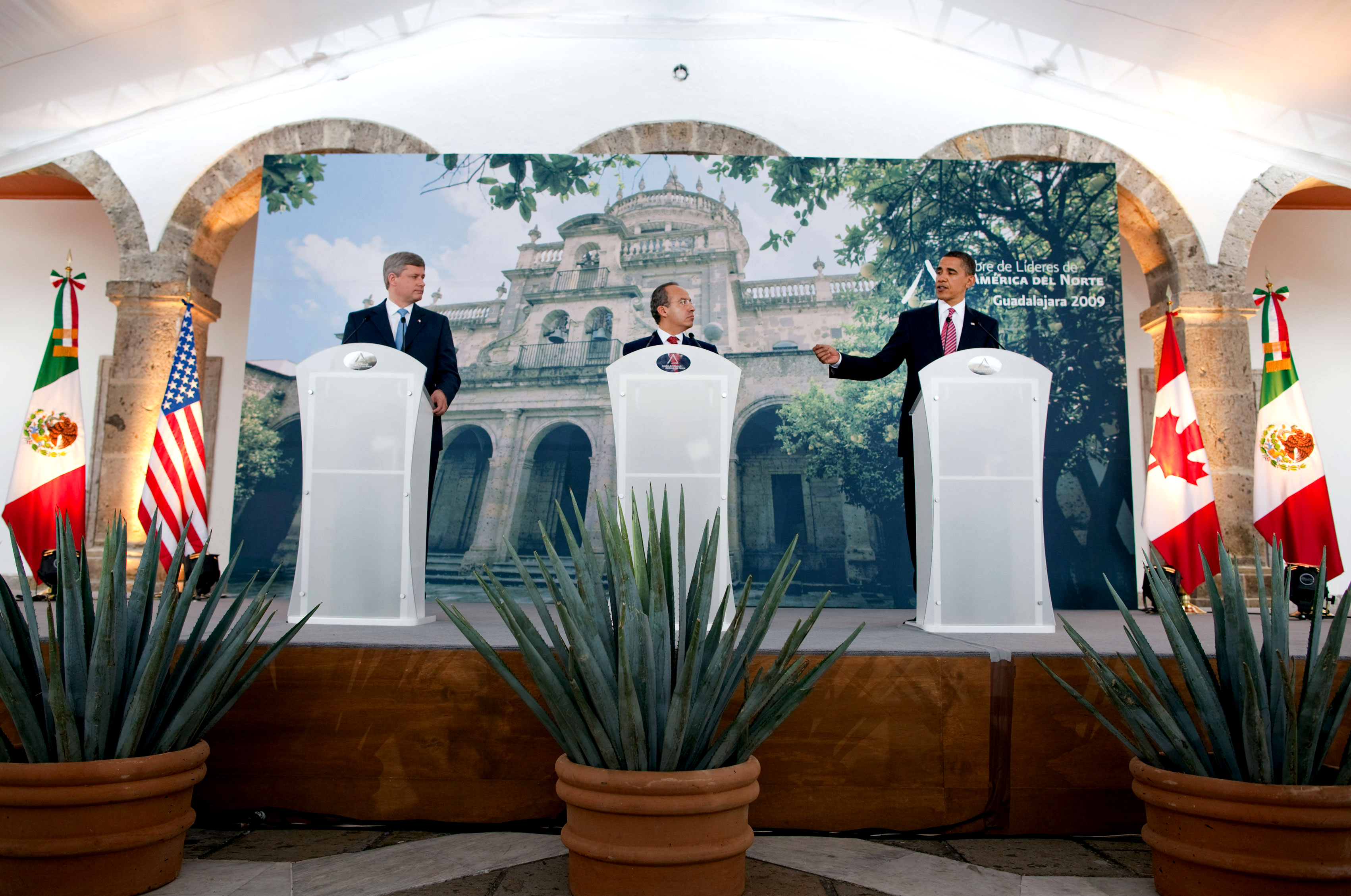
5e Sommet des leaders d'Amérique (2009).
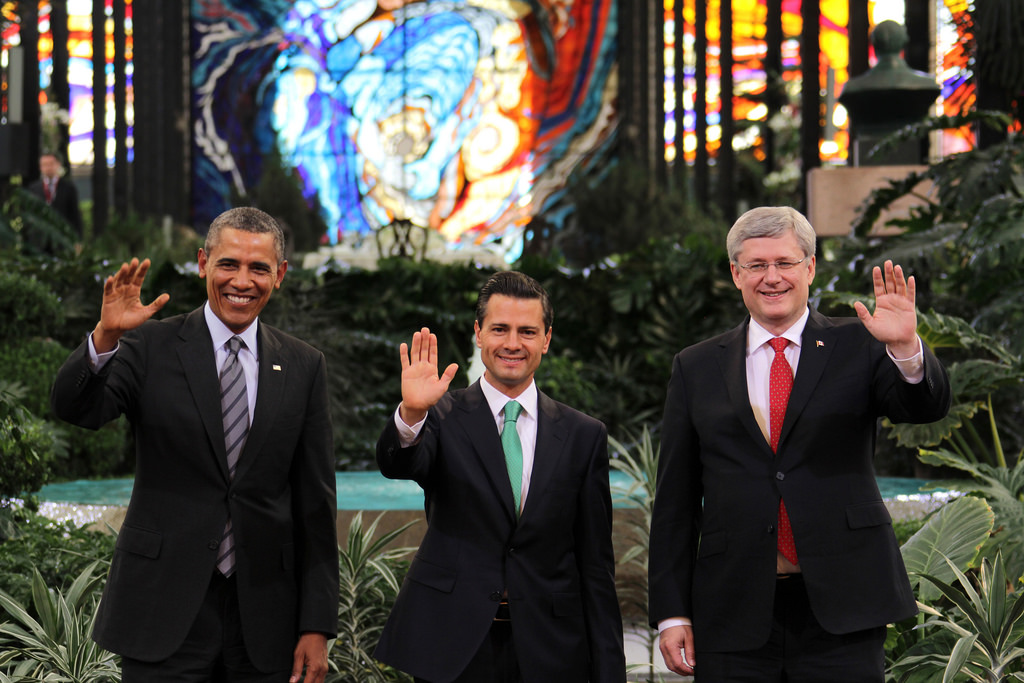
7e Sommet des leaders d’Amérique (2014).
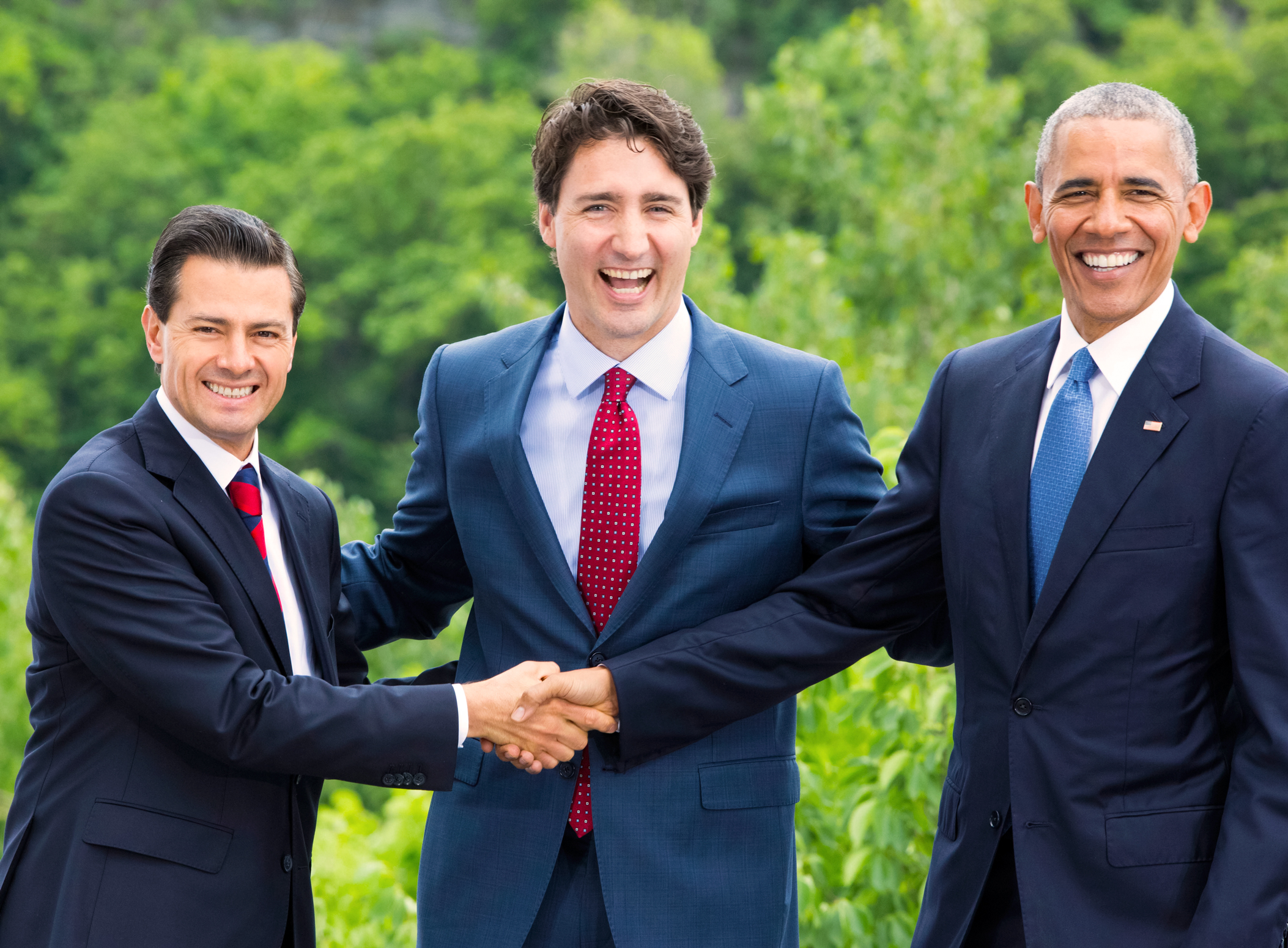
8e Sommet des leaders d’Amérique (2016).
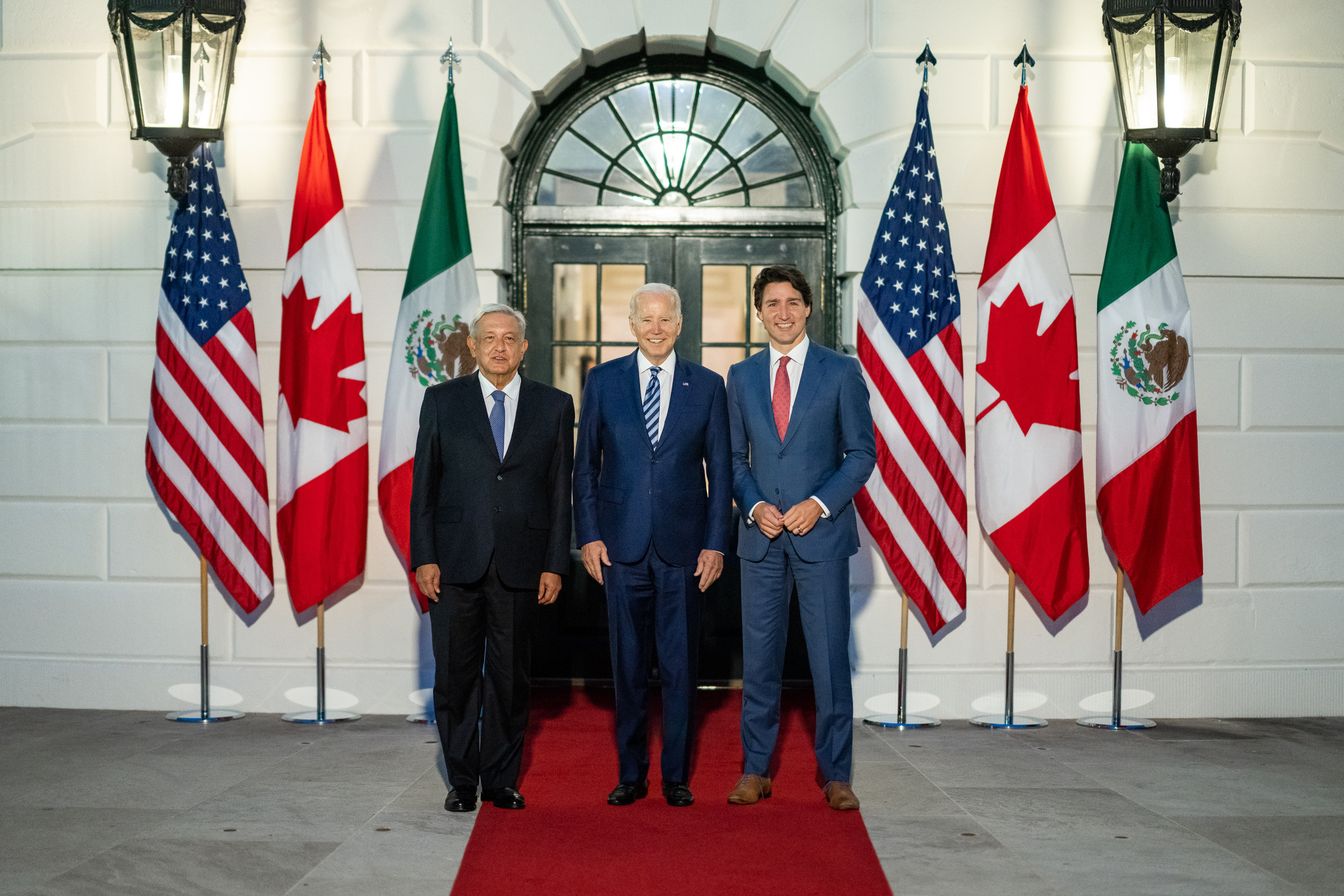
9e Sommet des leaders d’Amérique (2021).
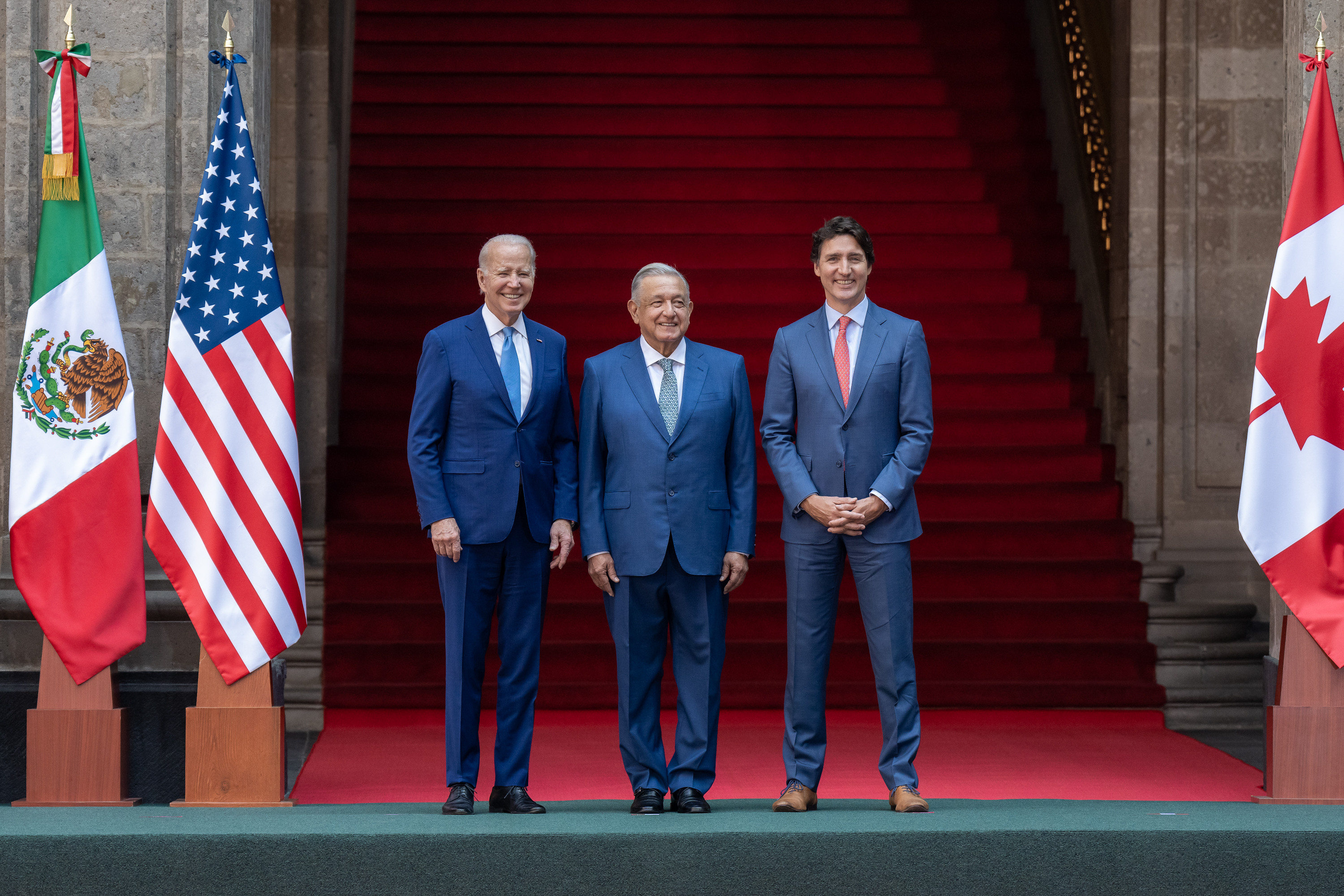
10e Sommet des leaders d’Amérique (2023).